# RUAG Ranger
Der Ranger (auch Aufklärungsdrohnen-System 95, kurz ADS 95) war eine Drohne des Schweizer Rüstungskonzern RUAG Aviation, Oerlikon-Contraves und Israel Aircraft Industries (IAI). Sie wurde von den beiden Firmen in den 1980er Jahren entwickelt.

## Funktion
Die Ranger-Drohne wurde vollautomatisch über das ebenfalls von RUAG stammende Archer-Katapult gestartet.
Gesteuert wurde sie über das (unbemannte) Remote Communication Terminal (RCT) der Ground Control Station (GCS), welche über ein Glasfaserkabel verbunden waren.
Das RCT stellte zwei Uplink-Verbindungen für Befehle zur Verfügung, eine primäre und eine sekundäre als Backup.
Im Gegensatz zu den stationären Kontrollzentren beispielsweise amerikanischer Predator-Drohnen befanden sich die Ranger-Kontrolleinheiten auf LKWs und waren somit mobil.
Zusätzlich gab es sogenannte Mobile Receiving Units (MRU), die den Empfang der von der Ranger-Drohne gelieferten Daten im Sendegebiet ermöglichte und keine Montage auf Fahrzeuge erforderte.
Die Ranger-Drohne war mit einer MOSP-Mark-III-Multifunktionskamera ausgestattet, welche Tagsicht, Infrarot-Bild und eine Kombination aus beidem lieferte.
Die Landung des Rangers erfolgte ebenfalls automatisch: Hierzu ist ein sogenannter Autoland Position Sensor erforderlich (RAPS: Ranger Autoland Position Sensor), der ebenfalls über optische Kabel mit dem GCS verbunden war.
Von diesem existierten zwei Versionen, um die zur Landung erforderlichen Daten wie Azimut, Höhenwinkel und Entfernung zu messen:
Eine bediente sich eines Infrarot-Laser-Senders und Empfängers. Die vom Sender ausgesendeten Impulse wurden von einem Reflektor an der Drohne Richtung Empfänger reflektiert und ermöglichten dadurch die Berechnung aller benötigten Informationen. Die andere Variante mass über ein Mikrowellenradar.
Das Landesystem des Rangers war ein Kufensystem, welches die Landung auch auf unbefestigten Pisten erlaubte.
Es existierte aber auch eine Version mit Räderfahrwerk.

## Einsatz

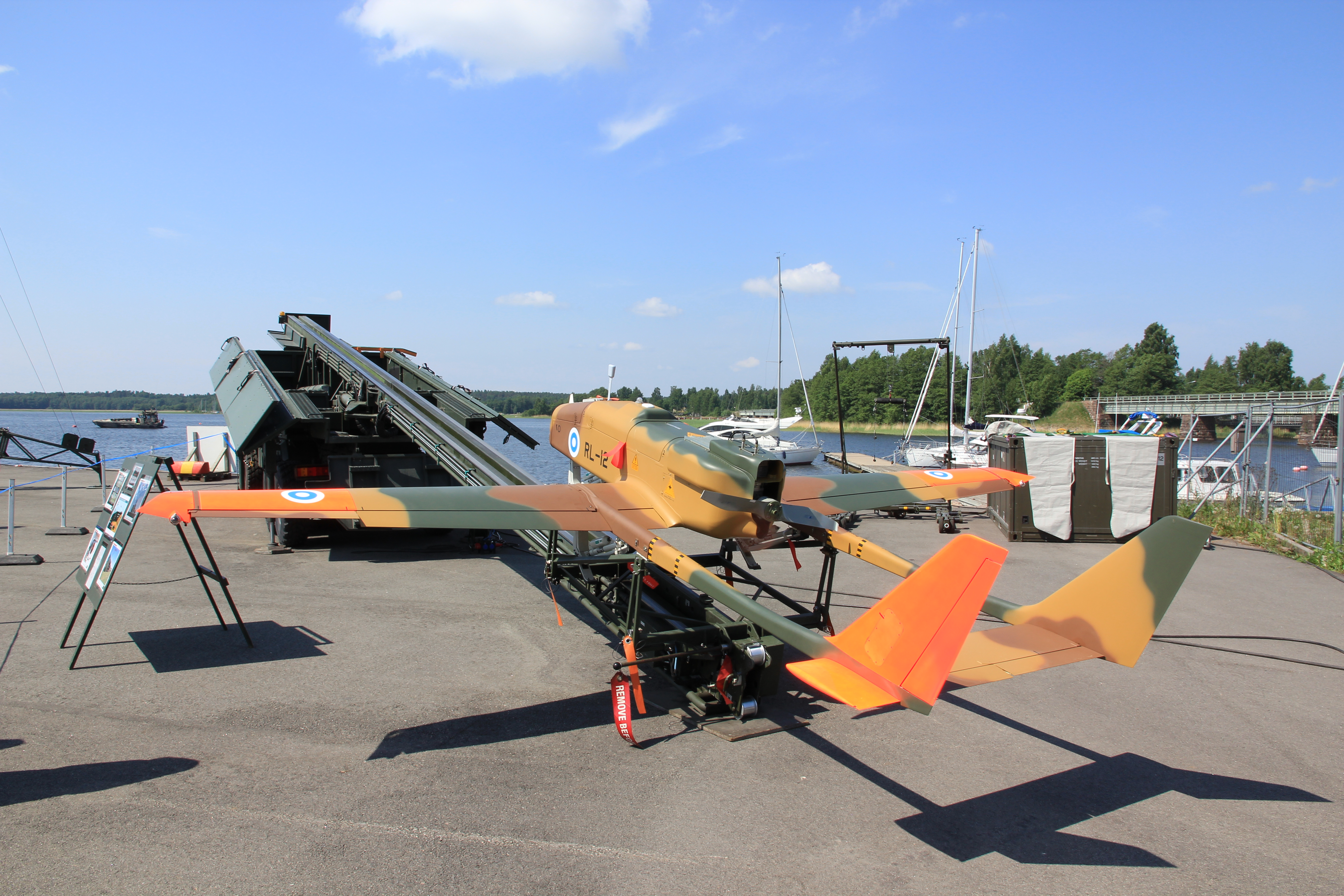
RUAG Ranger RL-12 der finnischen Armee

Die Ranger-Drohne befand sich im Einsatz bei der Schweizer Luftwaffe sowie bei den finnischen Streitkräften.
Die Drohne wurde in der Schweiz immer mehr auch für zivile Aufgaben eingesetzt. So hat z. B. die Schweizer Luftwaffe beim Alpenhochwasser 2005 in der Zentralschweiz zugunsten des Krisenstabes Erkundungen vorgenommen oder unterstützte die Grenzwachtkorps ab Mitte 2006 bei der Überwachung der Schweizer Grenze. In der Stadt Zürich wurde der Einsatz von Drohnen während der Fußball-Europameisterschaft 2008 zur Überwachung der Verkehrs- und Sicherheitslage bewilligt.
Bei vier dieser Drohnen der Schweizer Luftwaffe wurde der Treibstofftank um 10 Liter vergrössert, was eine Steigerung der Einsatzdauer ermöglicht.
Infolge der kleinen Silhouette und der damit verbundenen verringerten Sichtbarkeit durch andere Piloten wurde die Drohne in der Schweiz in Friedenszeiten bei Tag im zivilen VFR Luftraum durch ein Kleinflugzeug (normalerweise Pilatus PC-6) oder einen Helikopter (Aérospatiale SA-319 Alouette III) begleitet. Diese Begleitmissionen nannte man „OMBRA“-Flüge; „Ombra“ war auch der Rufname des Begleitflugzeugs.
Im März 2018, nach einem Unfall einer Drohne durch Grundberührung beim Ägerisee war berichtet worden, dass von den ursprünglich 28 Drohnen noch 23 vorhanden gewesen seien, neun davon jedoch stillgelegt worden seien. Die Ruag Ranger wurden mit dem Rüstungsprogramm 2015 durch sechs Elbit Hermes 900 ersetzt. Das Aufklärungs-Drohnen-System 95 (ADS 95) wurde am 27. November 2019 bei der Schweizer Luftwaffe ausser Dienst gestellt.

## Technische Daten

Ground Control Station

| Kenngröße           | Daten                                                                                     |
| ------------------- | ----------------------------------------------------------------------------------------- |
| Typ                 | taktische Drohne                                                                          |
| Besatzung           | 0                                                                                         |
| Länge               | 4,61 m                                                                                    |
| Spannweite          | 5,71 m                                                                                    |
| Höhe                | 1,13 m                                                                                    |
| Nutzlast            | 40 kg                                                                                     |
| maximale Startmasse | 275 kg                                                                                    |
| Antrieb             | 1 × Zweizylinder-Zweitaktmotor Göbler-Hirth F-31                                          |
| Leistung            | 45 PS (31,5 kW)                                                                           |
| Geschwindigkeit     | 90–220 km/h (60–130 kt)                                                                   |
| Dienstgipfelhöhe    | 4.500 m (ca. 15.000 ft)                                                                   |
| Einsatzreichweite   | 100 km ab führender Bodenkontrollstation (Systeme der finnischen Streitkräfte bis 150 km) |
| Flugdauer           | ca. 4 h mit Rettungsfallschirm ca. 6 h ohne Rettungsfallschirm                            |